# 423
| 423                |
| ------------------ |
| Dødsfald - Fødsler |
|                    |

| Gregoriansk kalender | 423 CDXXIII             |
| Ab urbe condita      | 1176                    |
| Armensk kalender     | I/T                     |
| Kinesiske kalender   | 3119 – 3120 壬戌 – 癸亥 |
| Etiopisk kalender    | 415 – 416               |
| Jødisk kalender      | 4183 – 4184             |
| Hindukalendere       |                         |
| - Vikram Samvat      | 478 – 479               |
| - Shaka Samvat       | 345 – 346               |
| - Kali Yuga          | 3524 – 3525             |
| Iransk kalender      | 199 BP – 198 BP         |
| Islamisk kalender    | 205 BH – 204 BH         |

## Begivenheder
- Årets romerske consuler var i vest Avitus Marinianus, der havde været prætoriansk præfekt, og i øst Asclepiodotus, der fik en række æresbevisninger efter at hans niece Aelia Eudocia blev østromersk kejserinde.
- I begyndelsen af året tog Galla Placidia - halvsøster til den vestromerske kejser Honorius - til Konstantinopel med sine børn, efter skærmydsler med halvbroderen.
- Kejser Honorius døde 15. august, og førstenotaren Johannes greb magten og lod sig 20. november udråbe til kejser. Han blev anerkendt i tre af de fire vestromerske diocesis, men ikke i dioceset Afrika.
- Kejserfamilien i det Østromerske rige nægtede at anerkende valget. Kejser Theodosius II forberedte et felttog for at få Johannes afsat.
- De saliske frankere, der havde plyndret vest for Rhinen siden 420, besatte de vigtige romerske byer Colonia Claudia (Köln) og Mogontiacum (Mainz).[1]

### Kultur
- Theodoret blev udpeget til biskop af Cyrus (ved grænsen mellem det nuværende Syrien og Tyrkiet). Han skrev i sin embedsperiode adskillige tolkninger af de kristne tekster samt en kirkehistorie.

## Dødsfald
- 15. august – Honorius, vestromersk kejser (født 384).
- Eulalius, der havde været modpave 418-419.
- Ming Yuan Di, der regerede over det nordkinesiske rige, der kaldes "Nordlige Wei" (født 392).